# Gunnarskogs kyrka
Gunnarskogs kyrka är belägen i Arvika kommun och hör till Gunnarskogs församling.
Nuvarande kyrka är byggd av sten och uppfördes åren 1726 - 1727. Åren 1783 - 1784 byggdes kyrkan ut med korsarmar åt norr och söder. Kyrktornet tillkom åren 1854 - 1857.
Predikstolen vid kyrkans norra sida är från 1738 och altaruppsatsen från 1739. Båda är förfärdigade av Isac Schullström.

## Orgel
- 1798 byggdes en orgel.
- 1904 byggde Thorsell och Erikson i Göteborg en orgel.
- Den nuvarande orgeln var byggd 1940 av Olof Hammarberg i Göteborg och är en pneumatisk orgel. Den har fria och fasta kombinationer. Även registersvällare och automatisk pedalväxling.

| Huvudverk I   | Svällverk II      | Pedal       | Koppel   |
| Principal 8’  | Rörgedakt 8’      | Subbas 16’  | I/P      |
| Gedakt 8’     | Salicional 8’     | Gedakt 8’   | II/P     |
| Oktava 4’     | Viola da Gamba 8’ | Koralbas 4' | II/I     |
| Flöjt 4’      | Principal 4’      | Basun 16'   | II 16'/I |
| Oktava 2’     | Gemshorn 4'       |             | I 4'/I   |
| Mixtur 4 chor | Nasard 2 2⁄3'     |             | II 4'/I  |
| Trumpet 8'    | Blockflöjt 2'     |             |          |
|               | Ters 1 3⁄5'       |             |          |
|               | Oboe 8'           |             |          |